# Bollywood
Bollywood (hindi: बॉलीवुड, urdu:بالی وڈ) a köztudatban elterjedt beceneve a Mumbaiban található hindi nyelvű filmgyártás egyik legnagyobb központjának. A fogalmat gyakran helytelenül az egész indiai filmgyártással azonosítják, pedig Bollywood csak része az indiai filmiparnak. Ez az egyik legnagyobb filmgyártó központja a világnak. Az elnevezés maga Mumbai régi nevének, Bombaynek valamint az amerikai filmgyártás fellegvára, Hollywood nevének összevonásával keletkezett.
Bollywoodra leginkább mint hindi mozira hivatkoznak, bár gyakori a költői urdu nyelv használata is. Egyre nagyobb mértékben fordul elő továbbá az indiai-angol nyelv a párbeszédekben és dalokban. Az sem rendkívüli, ha angol szavakat, kifejezéseket vagy teljes szövegeket tartalmazó filmek készülnek.

## A kifejezés
Maga Bollywood nem létező hely. Bár néhányan helytelenítik az elnevezést, mondván, hogy Hollywood „rongyos változatává” degradálja az indiai filmipart, az Oxford angol szótárban is megtalálható.
A kifejezés az 1970-es években keletkezett, amikor India átvette Amerikától a világ legnagyobb filmgyártójára emlékeztető nevet. A kifejezés konkrét eredetét többen is magukénak vallják, például a szövegíró, filmkészítő és tudós Amit Khanna vagy Bevinda Collaco újságíró.
Az elnevezés előzménye Tollywood volt, melyet egykor a nyugat-bengáliai mozira használtak. 1932-ben Tollywood volt a legkorábbi Hollywood által inspirált elnevezés, mivel a bengáli filmipar központja Tollygunge-ban van.
Hasonlóan megalkotott elnevezés a Lollywood kifejezés is, amely a Lahor központú pakisztáni filmipar központja. Az 1970-es években élte virágkorát, de a magas árak miatt a központ jelenleg hanyatlóban van.

## Története

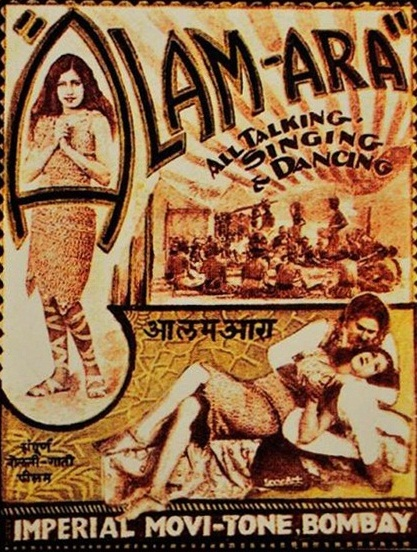
Az első indiai hangosfilm, az Alam Ara filmplakátja

Dadasaheb Phalke indiai producer és rendező Raja Harishchandra (1913) című filmje volt az első némafilm, melyet Indiában gyártottak. Az 1930-as évektől az indiai filmipar több mint kétszáz filmet hozott létre évente. Az első indiai hangosfilm, amelyet Ardeshir Irani készítette 1931-ben Alam Ara címmel, jelentős sikert aratott. Hatalmas piacuk volt a párbeszédes és zenés filmeknek, Bollywood és minden más helyi filmgyár is gyorsan átállt a hangosfilmek gyártására.
Az 1930-as és '40-es évek zaklatott időszakot jelentettek India életében, mind a második világháború utáni nyomasztó évek, az indiai függetlenségi mozgalom és India feldarabolásának erőszakossága miatt. A bollywoodi filmek tartalmilag mind menekültek a valóság elől, bár volt néhány filmkészítő, aki felvállalta a kemény társadalmi témákat is, vagy az indiai függetlenség harcait használta filmjének hátteréül.
1937-ben Ardeshir Irani volt az, aki az első színes indiai filmet is megalkotta Kisan Kanya címmel, a következő évben újabb színes mozit készített, a Mother India-t, ám a színes filmek az 1950-es végéig nem voltak túl népszerűek. Abban az időben a csillogó romantikus musicalek és melodrámák voltak a mozik alapvető termékei.

### Aranykor
India függetlensége után a '40-es évek végétől a '60-as évekig tartó időszakot az indiai mozi „aranykorának” emlegetik. A kritikusok által leginkább elismert indiai filmek többsége ebben az időszakban készült, mint Guru Dutt Pyaasa (1957) vagy Kaagaz Ke Phool (1959) című filmjei, és a Radzs Kapur által készített A csavargó (Awaara, 1951) vagy a 420-as urak (Shree 420, 1955) című filmek. Ezek a filmek társadalmi témákat feszegetnek, főként a munkásosztály városi életével kapcsolatban. A csavargó, amely 1951-ben jelölést kapott a cannes-i fesztivál Nagydíjára, egyszerre rémálomként és álomként mutatja be a várost, míg a Pyaasa a városi élet valószerűtlenségét kritizálja. Az indiai mozi legismertebb epikus filmjei is ezen évek során készültek. A legismertebbek egyike Mehboob Khan 1957-es Mother India című filmje, amelyet 1958-ban Oscar-díjra jelöltek a Legjobb idegen nyelvű film kategóriában, illetve K. Asif 1960-ban készített Mughal-e-Azam című alkotása, amelyet az UCLA International Institute a bollywoodi mozifilmek fekete-fehér klasszikusának nevezett. A V. Shantaram 1957-ben készített Do Aankhen Barah Haath című filmjéről úgy vélik, inspirálója volt a hollywoodi Piszkos tizenkettő című filmnek.
Az 1958-ban Bimal Roy rendező és Ritwik Ghatak író által készített Madhumati című film volt az első, mely a reinkarnáció fogalmát népszerűsítette a nyugati kultúrában. Bollywood aranykorának további elismert filmkészítői voltak Kamal Amrohi, Vijay Bhatt, legsikeresebb színészei Dev Anand, Dilip Kumar, Radzs Kapur, Guru Dutt, legsikeresebb színésznői pedig Nargis Dutt, Meena Kumari, Nutan, Madhubala, Waheeda Rehman és Mala Sinha.

## Fordítás
- Ez a szócikk részben vagy egészben  a   Bollywood című angol Wikipédia-szócikk fordításán alapul.  Az eredeti cikk szerkesztőit annak laptörténete sorolja fel. Ez a jelzés csupán a megfogalmazás eredetét és a szerzői jogokat jelzi, nem szolgál a cikkben szereplő információk forrásmegjelöléseként.